# شهرستان پلدشت
شهرستان پلدشت یکی از شهرستان‌های استان آذربایجان غربی است. مرکز این شهرستان، شهر پلدشت می‌باشد. این شهرستان در مرز نخجوان قرار دارد. بر پایه سرشماری سال ۱۳۹۵، جمعیت این شهرستان برابر با ۴۲٬۱۷۰ نفر بوده است. زبان مردم شهرستان پلدشت ترکی آذربایجانی و  کردی کرمانجی است.

## موقعیت و جعرافیا
شهر پلدشت در نقطه صفر مرزی است و از آنجا می‌توان آبادی شاه تختی نخجوان و ساختمانهای نخجوان را مشاهده کرد. شهر پلدشت در میان دو دشت شیبلو و زنگنه قرار گرفته است.
رودخانه پر آوازه ارس، پل دوستی بین ایران و آذربایجان، بازارچه و گمرک، تفرجگاه ارس، روستای تاریخی شیدی، روستای گردشگری شوطلو، دشت زنگنه، سدهای ارس، ارس دو و قیقاج از جاذبه‌های شهرستان پلدشت است.
شهر پلدشت در جوار رود ارس قرار گرفته است و آب و هوای آن نسبت به سایر ناحیه‌های این منطقه تا حدودی گرمتر است و زمستانی بسیار سرد دارد. همچنین رود زنگبار از مرکز شهر پلدشت عبور می‌کند و در نهایت به ارس می‌ریزد. در حاشیه رود ارس درختان جنگلی زیبایی وجود دارند که زیبایی خاصی به این منطقه گردشگری بخشیده است.
پلدشت شمالی‌ترین نقطه آذربایجان غربی در ۴۷ کیلومتری غرب ماکوست که در سال ۱۳۸۸ از شهرستان ماکو جدا شد و به جرگه ۱۷ شهرستان استان پیوست، در این شهرستان و در کنار رود مرزی ارس پایانه مرزی پلدشت و در فاصله ۲۳۰ کیلومتری از مرکز استان قرار گرفته که با وسعت ۱۸٫۲هکتار بعنوان یکی از دروازه‌های جمهوری اسلامی ایران با جمهوری آذربایجان محسوب می‌شود.
مسیر پایانه مرزی پلدشت به مقصد کشورهای ارمنستان، آذربایجان و قفقاز در شمال کشور بسیار هموار است و وجود این مسیر هموار و مناسب رونق مبادلات اقتصادی ایران با شمال آسیا و اروپا را موجب شده است، همچنین از این مسیر است که ایران انرژی مصرفی جمهوری خودمختار نخجوان، یکی از جمهوری‌های آذربایجان را تأمین می‌کند.
پلدشت در کناره رود ارس واقع شده است. رود زنگبار نیز دقیقاً از مرکز شهر می‌گذرد و به ارس می‌ریزد. بر خلاف ماکو که دارای طبیعتی کوهستانی است، پلدشت دارای آب و هوای نیمه خشک است. زمستان بسیار سرد و تابستان نیز گرم است. این شهر در یک دشت مسطح مابین دو دشت شیبلو و زنگنه واقع شده است. نام این شهر هم از این مورد نشات گرفته است. البته آن سوی رود ارس، کاملاً کوهستانی است که این خود یکی از موارد جالب و دیدنی این منطقه به حساب می‌آید. حاشیه رود ارس در اطراف این شهر پوشیده از جنگل است که زیبایی خاصی به آن داده است. ضمناً محیط مناسبی برای چرای حیوانات به حساب می‌آید.
پل پلدشت-شاه‌تختی در محدودهٔ مرز ایران و جمهوری خودمختار نخجوان با حضور پرویز داوودی معاون اول رئیس‌جمهوری و الهام علی‌اف رئیس‌جمهوری آذربایجان در سال ۱۳۸۶ افتتاح شد. ایران و جمهوری خودمختار نخجوان دارای ۱۲۵ کیلومتر مرز مشترک آبی در استان آذربایجان غربی هستند که تردد بین دو سوی مرز از طریق این پل انجام می‌گیرد.
دین مردم پلدشت اسلام و مذهب اکثریت آن شیعه است.
کار اصلی مردم این شهر کشاورزی و تجارت است. اما در چند سال گذشته و بعد از فروپاشی اتحاد جماهیر شوروی و تشکیل جمهوری آذربایجان، پلدشت از نظر تجاری اهمیت پیدا کرد و اکثر مردم به کار تجارت روی آوردند. یک بازارچه مشترک مرزی نیز در این شهر ایجاد شده است. البته در چندین سال گذشته به دلیل رفع مشکل کم‌آبی که با احداث سد ماکو و انتقال آب آن به اراضی پلدشت و روستاهای اطراف حاصل شده است، کشاورزی دوباره رونق پیدا کرده است.
از جاذبه‌های گردشگری پلدشت عبارتند از:
- بازارچه مرزی پلدشت (بازارچه صنم بلاغی)
- رودخانه و سد ارس
- کوه‌های گِچِه داغ
- کلیسای آبادی قِزِل وانک (یا وَنک)
- بقعه عرب لو
- روستای تاریخی شیدی
- روستای گردشگری شوطلو